# Diastata ussurica
Diastata ussurica är en tvåvingeart som beskrevs av Oswald Duda 1934. Diastata ussurica ingår i släktet Diastata och familjen sumpskogsflugor. Inga underarter finns listade i Catalogue of Life.